# روابط آرژانتین و بریتانیا
روابط خارجی بین آرژانتین و بریتانیا بیش از یک قرن است که وجود داشته‌است.
هر دو کشور در ۱۵ دسامبر ۱۸۲۳ روابط دیپلماتیک برقرار کردند. روابط دیپلماتیک قبل از جنگ فالکلند در سال ۱۹۸۲ قطع شد و در سال ۱۹۹۰ دوباره برقرار شد. روابط پس از جنگ بین دو کشور تا اواسط دهه ۲۰۰۰ به میزان قابل توجهی بهبود یافت. در طول دولت کریستینا فرناندز، روابط به‌طور فزاینده ای متشنج شد و آرژانتین دوباره ادعاهای خود را در مورد جزایر فالکلند مطرح کرد. در سال ۲۰۱۶، دیوید کامرون، نخست‌وزیر وقت بریتانیا و مائوریسیو ماکری، رئیس‌جمهور وقت آرژانتین، دیداری را برگزار کردند که در آن توافق کردند مرحله جدیدی از گفتگو و دوستی بین دو کشور را آغاز کنند و بر روابط مستحکم دو کشور از لحاظ تاریخی تأکید کردند.
آرژانتین در لندن سفارت دارد و انگلستان در بوئنوس آیرس هم سفارت دارد. سفیر کنونی بریتانیا در آرژانتین کرستی هیز و سفیر کنونی آرژانتین در بریتانیا خاویر استبان فیگوروآ است. هر دو کشور عضو گروه ۲۰ هستند.

## جنگ فالکلند
در ۲ آوریل ۱۹۸۲، آرژانتین تحت رهبری لئوپولدو گالتیری، تهاجم به جزایر فالکلند (اسپانیایی: Islas Malvinas‎) را آغاز کرد. و در ۳ آوریل ۱۹۸۲ با حمله آرژانتین به جزیره جورجیا جنوبی دنبال شد. این رویداد منجر به اعزام نیروهای بریتانیا به جزایر فالکلند شد تا در جنگ فالکلند بجنگند (اسپانیایی: Guerra de las Malvinas‎). در پایان جنگ با پیروزی بریتانیا به پایان رسید.
این جنگ منجر به کاهش روابط دیپلماتیک بین آرژانتین و بریتانیا شد. آرژانتین برزیل را به عنوان حافظ منافع خود در بریتانیا تعیین کرد، در حالی که بریتانیا سوئیس را به عنوان حافظ منافع خود در آرژانتین انتخاب کرد. روابط دیپلماتیک بین آرژانتین و بریتانیا تا سال ۱۹۹۰ تیره بود.

## روابط پس از جنگ
در دهه ۱۹۹۰، روابط بین آرژانتین و بریتانیا بیشتر بهبود یافت. در سال ۱۹۹۸، کارلوس منم، رئیس‌جمهور وقت آرژانتین، از لندن بازدید کرد و در آنجا مجدداً ادعاهای کشورش در مورد جزایر فالکلند را تأیید کرد، اگرچه اظهار داشت که آرژانتین فقط از راه‌های صلح آمیز برای به دست آوردن آنها استفاده خواهد کرد. در سال ۲۰۰۱، تونی بلر، نخست‌وزیر وقت بریتانیا از آرژانتین بازدید کرد و اظهار داشت که امیدوار است بریتانیا و آرژانتین بتوانند اختلافات خود را که منجر به جنگ ۱۹۸۲ شد، حل کنند. با این حال، در طول این سفر هیچ مذاکره ای در مورد حاکمیت صورت نگرفت و رئیس‌جمهور وقت آرژانتین نستور کیرشنر اظهار داشت که او به دست آوردن حاکمیت بر جزایر را اولویت اصلی دولت خود می‌داند.

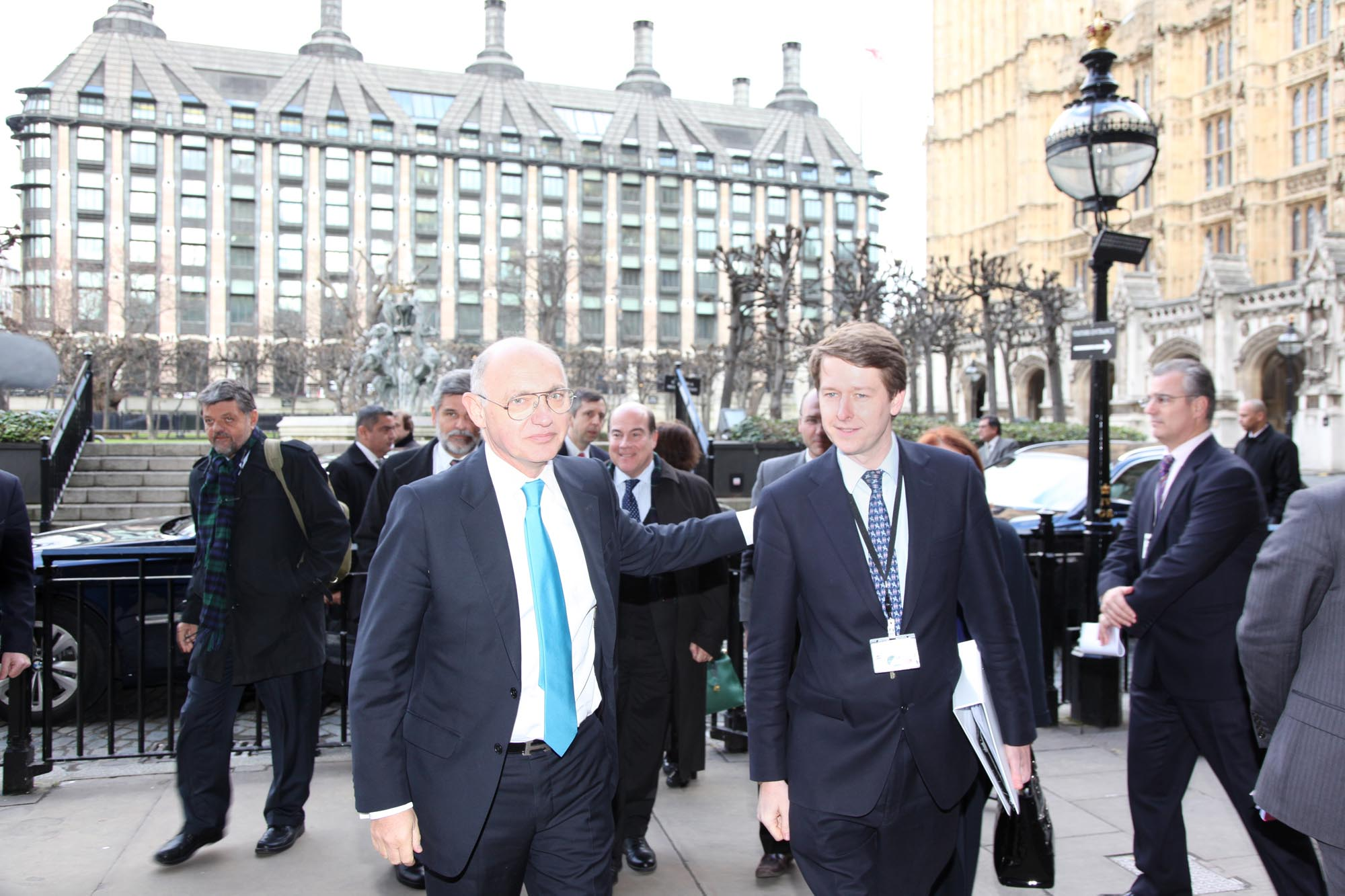
وزیر امور خارجه وقت هکتور تایمرمن و رابین واکر در پارلمان بریتانیا.

## دوره معاصر
از اواسط دهه ۲۰۰۰، روابط دیپلماتیک بین بریتانیا و آرژانتین به‌طور فزاینده ای تیره شده بود. در سال ۲۰۰۶، آرژانتین به دلیل نگرانی در مورد حقوق ماهیگیری و نفت، ادعاهای خود را نسبت به جزایر فالکلند تکرار کرد. در ۲۸ مارس ۲۰۰۹، گوردون براون، نخست‌وزیر وقت بریتانیا، هنگام ملاقات با کریستینا فرناندس، رئیس‌جمهور وقت آرژانتین، در شیلی قبل از اجلاس گروه ۲۰ لندن در سال ۲۰۰۹ اظهار داشت که «هیچ چیزی برای گفتگو» با کریستینا فرناندس، رئیس‌جمهور آرژانتین، بر سر حاکمیت جزایر وجود ندارد. . در ۲۲ آوریل ۲۰۰۹، آرژانتین با استناد به داده‌های بررسی دریایی به ارزش ۱۱ سال، ادعای رسمی در مورد منطقه ای از فلات قاره شامل فالکلند، جورجیا جنوبی و جزایر ساندویچ جنوبی و بخش‌هایی از قطب جنوب را به سازمان ملل ارائه کرد. بریتانیا به سرعت به این ادعاها اعتراض کرد.
از سال ۲۰۱۰، گزارش‌های مربوط به اکتشاف نفت بریتانیا در اطراف جزایر فالکلند باعث کاهش بیشتر در روابط بریتانیا و آرژانتین شده بود. در فوریه ۲۰۱۰، دولت آرژانتین اعلام کرد که کشتی‌هایی که به فالکلند (و همچنین جورجیا جنوبی و جزایر جنوبی) سفر می‌کنند، برای استفاده از آب‌های سرزمینی آرژانتین به مجوز نیاز دارند. علیرغم محدودیت‌های جدید، دزایر پترولیوم حفاری نفت را در ۲۲ فوریه ۲۰۱۰، حدود ۵۴ مایل دریایی (۱۰۰مایل) آغاز کرد.

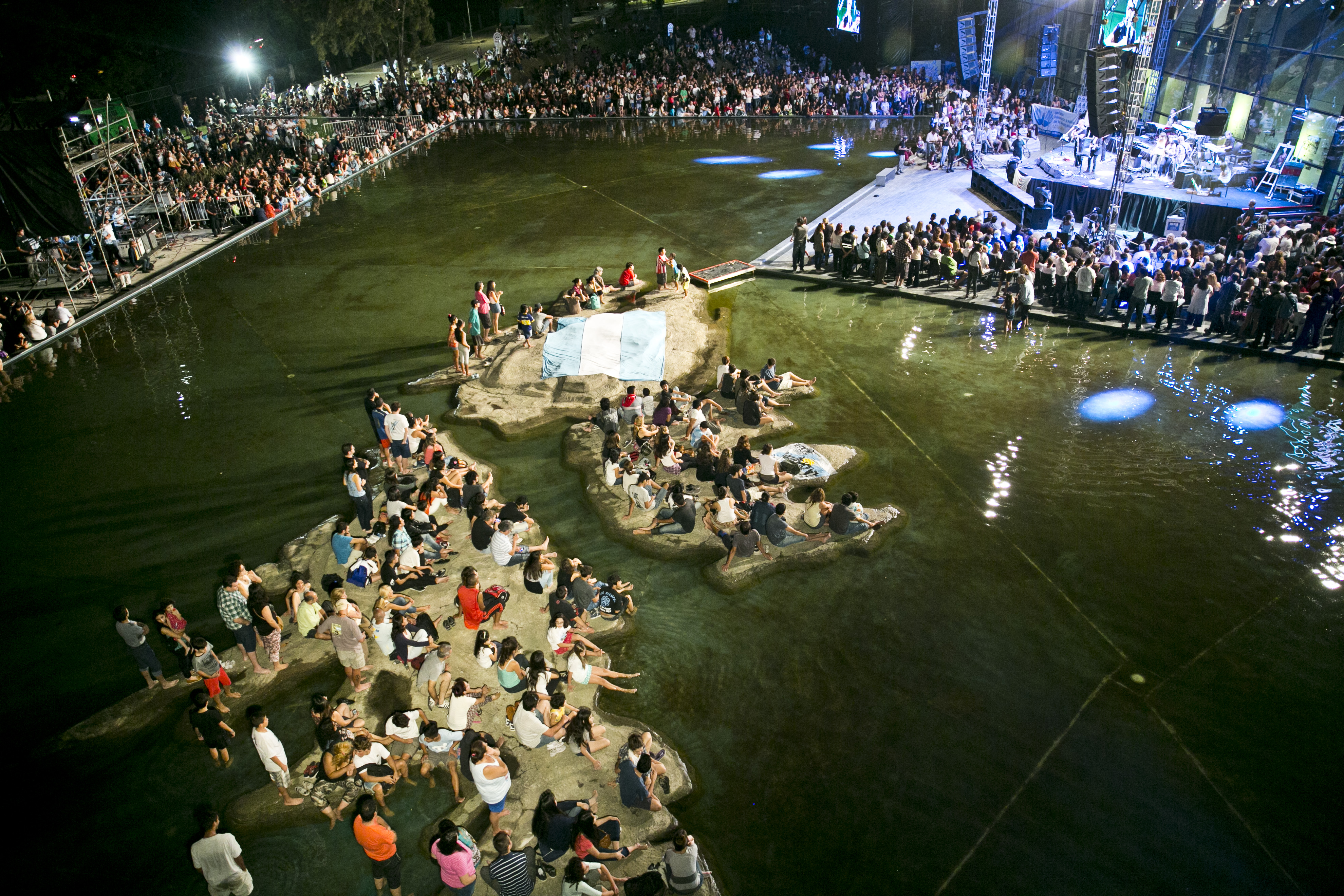
موزه جزایر مالویناس و آتلانتیک جنوبی در بوئنوس آیرس که به ادعای آرژانتین در مورد جزایر فالکلند اختصاص دارد.

دولت‌های کشورهای آمریکای جنوبی به‌طور کلی در سال‌های اخیر از آرژانتین در مورد مناقشه حاکمیت جزایر فالکلند حمایت کرده‌اند. این برخلاف جنگ فالکلند است، زمانی که بریتانیا توسط شیلی حمایت می‌شد. در سال ۲۰۱۱، بلوک مرکوسور موافقت کرد که بنادر را به روی کشتی‌هایی که با پرچم جزایر فالکلند حرکت می‌کنند ببندد، در حالی که کشتی‌های با پرچم بریتانیا همچنان مجاز خواهند بود. اتحادیه کشورهای آمریکای جنوبی از بریتانیا خواسته‌است تا مذاکرات بر سر حاکمیت جزایر را دنبال کند. در ۱۹ مارس ۲۰۱۲، پرو اعلام کرد که بازدید ناوچه اچ‌ام‌اس مونتروز نیروی دریایی بریتانیا را در حمایت از ادعای آرژانتین در مورد جزایر لغو می‌کند. در اجلاس سران گروه ۲۰ در مکزیک در ژوئن ۲۰۱۲، دیوید کامرون، نخست‌وزیر وقت بریتانیا و کریستینا فرناندز، رئیس‌جمهور وقت آرژانتین، به‌طور غیرمنتظره ای در راهرویی در حاشیه اجلاس سران گروه ۲۰ ملاقات کردند و حداقل از نظر دیپلماتیک، سخنان نسبتاً تند رد و بدل کردند.کامرون به فرناندز گفت که باید به نظرات ساکنان فالکلند که همه‌پرسی سال ۲۰۱۳ را اعلام کرده بودند، در مورد موضوع حاکمیت آینده این جزیره «احترام بگذارد». فرناندز سپس سعی کرد پاکت نامه ای را به نخست‌وزیر بدهد اما او از پذیرش آن امتناع کرد.

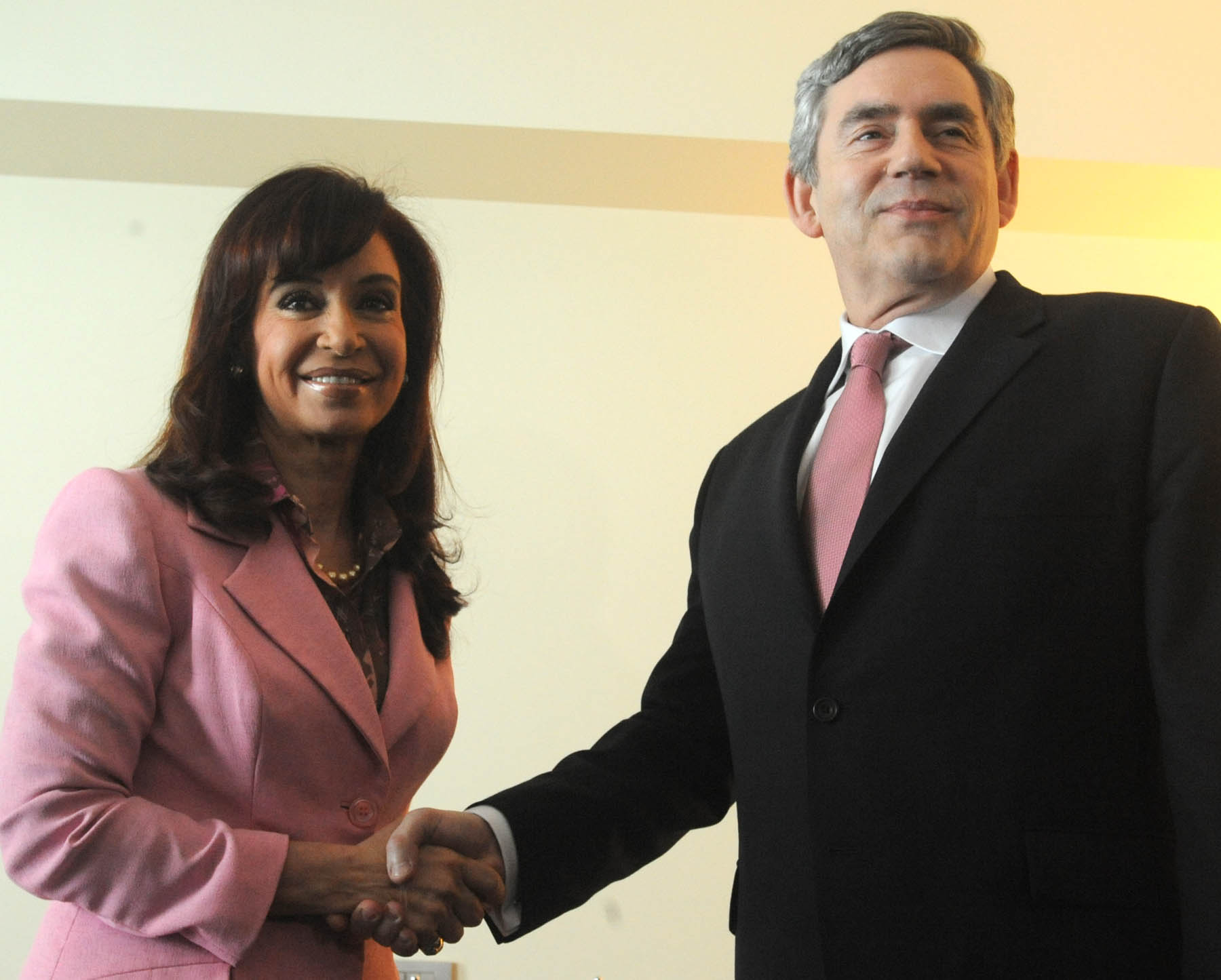
کریستینا فرناندس رئیس‌جمهور سابق و گوردون براون نخست‌وزیر سابق در سال ۲۰۰۹.

در مارس ۲۰۱۳، ساکنان جزایر فالکلند با اکثریت قاطع در یک همه‌پرسی به بریتانیا ماندن این قلمرو رای دادند، ۱۵۱۳ در برابر ۹۹٫۸ درصد به نفع کنترل بریتانیا. آرژانتین همه‌پرسی حق حاکمیت جزایر فالکلند را رد کرد. دولت بریتانیا از آرژانتین و سایر کشورها خواست به خواسته‌های ساکنان احترام بگذارند. در سی و سومین سالگرد تهاجم به جزایر در ۲ آوریل ۲۰۱۵، شرکت‌های نفتی راک هاپر اکتشاف و نفت و گاز فالکلند اعلام کردند که نفت و گاز را در یک میدان دریایی در شمال جزایر پیدا کرده‌اند. در ۳ آوریل ۲۰۱۵، دولت آرژانتین اعلام کرد که در حال آماده شدن برای اقدام قانونی علیه بریتانیا و شرکت‌های درگیر در اکتشاف نفت در اطراف جزایر بدون اجازه آرژانتین است. در ۸ آوریل ۲۰۱۵، آرژانتین رسماً طرح‌های بریتانیا برای تقویت حضور نظامی بریتانیا در فالکلند را محکوم کرد و اعلام کرد که علیه شرکت‌هایی که اکتشاف نفت و گاز در این جزایر را انجام می‌دهند، اتهامات جنایی را اعمال خواهد کرد.
در ۲۲ نوامبر ۲۰۱۵، پس از تساوی در دور اول انتخابات ریاست جمهوری در ۲۵ اکتبر، مائوریسیو ماکری نخستین پیروزی در تاریخ آرژانتین را به دست آورد و دانیل اسکیولی نامزد جبهه برای پیروزی را شکست داد و رئیس‌جمهور منتخب شد. ماکری نخستین رئیس‌جمهور غیر رادیکال یا پرونیست منتخب دموکراتیک از سال ۱۹۱۶ است، اگرچه از حمایت نخستین رئیس‌جمهور ذکر شده برخوردار بود. او در ۱۰ دسامبر ۲۰۱۵ این سمت را پذیرفت. در آوریل ۲۰۱۶، دولت ماکری اقدامات ریاضتی را برای مقابله با تورم و کسری بودجه عمومی معرفی کرد. ماکری در رابطه با فالکلند نکات آشتی‌جویانه‌تری را بیان کرده‌است و به نظر می‌رسد که مایل است روابط بسیار صمیمانه‌تری با بریتانیا داشته باشد، اما با این وجود او حاکمیت آرژانتین بر جزایر فالکلند را به عنوان یک هدف بلندمدت تأیید کرده‌است.
در نوامبر ۲۰۱۷، یک هواپیمای RAF برای نخستین بار از زمان قبل از جنگ فالکلند در آرژانتین فرود آمد تا به شکار زیردریایی مفقود شده سن خوان ARA کمک کند.
علیرغم این تحولات، بریتانیا تا جایی که ممکن بود به مخالفت فعالانه با نوسازی ارتش آرژانتین ادامه داد. در سال ۲۰۱۹، نیروی هوایی آرژانتین، تی-۵۰ گلدن ایگل کره ای را به عنوان جنگنده موقت خود برای جایگزینی هواپیماهای قدیمی فالکلند مانند Mirage III، لاکهید مارتین ای-۴ای‌آر فایتینگ‌هاوک و داسو سوپر اتاندارد انتخاب کردند. با این حال، این قرارداد در اوایل سال ۲۰۲۰ لغو شد و نیروی هوایی این کشور بدون جایگزینی جنگنده باقی ماند. مداخله بریتانیا ظاهراً یکی از عوامل کلیدی در لغو با توقف صادرات هواپیماهایی که شامل قطعات مختلف بریتانیا بود، بود. در اکتبر ۲۰۲۰، صنایع هوافضای کره (KAI) تأیید کرد که از آنجایی که قطعات اصلی هواپیما توسط بریتانیا تأمین می‌شود، هواپیما نمی‌تواند به آرژانتین صادر شود. بریتانیا به‌طور مشابه فروش احتمالی هواپیمای ساب گریپن ساخت برزیل به آرژانتین را با توجه به تجهیزات اویونیکی که منشأ بریتانیایی داشتند، مسدود کرد.

## روابط فرهنگی

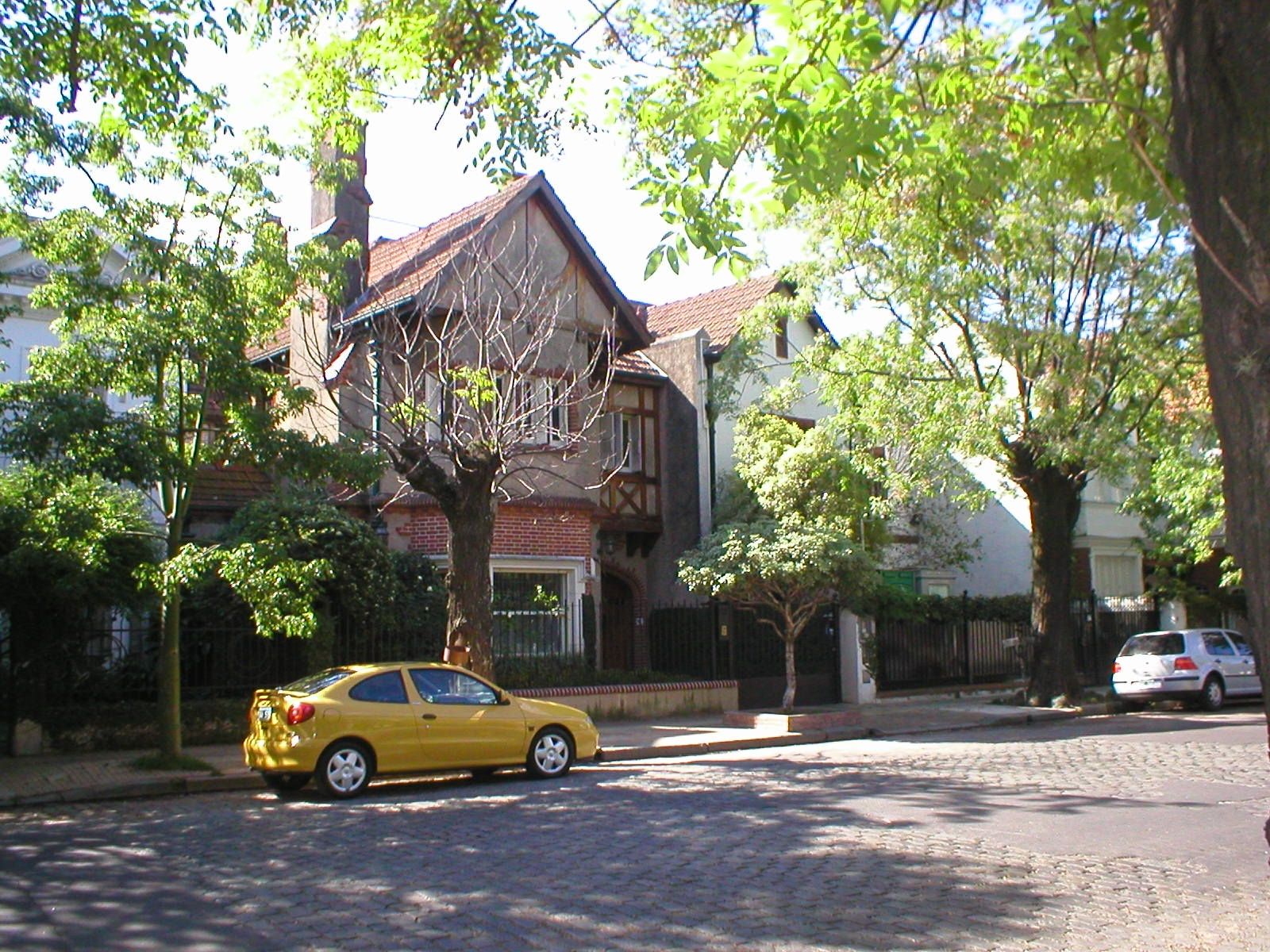
روابط آرژانتین و بریتانیا

بر اساس سرشماری سال ۲۰۰۱ انگلستان، حدود ۳۹۳۲ نفر متولد آرژانتین در بریتانیا زندگی می‌کردند. بین سال‌های ۲۰۰۸و ۱۹۹۷، ۱۰۶۲ آرژانتینی تابعیت بریتانیا را به دست آوردند.
نفوذ فرهنگی قوی بریتانیا در آرژانتین و جامعه بزرگ آرژانتینی-انگلیسی در اطراف بوینس آیرس وجود دارد. همچنین یک جامعه آرژانتینی-ولزی قوی ولزی زبان در چوبوت، پاتاگونیا وجود دارد. از ۲۵۰۰۰ ولزی زبان در آرژانتین، ۵۰۰۰ نفر در منطقه چوبوت، به ویژه در شهرک‌های اصلی ولزی ترلئو و ترولین زندگی می‌کنند. تعداد زیادی از فوتبالیست‌های آرژانتینی برای باشگاه‌های بریتانیایی بازی می‌کنند. شورای بریتانیا یک برنامه علمی، فرهنگی و آموزشی فعال را در آرژانتین ترویج می‌کند. شورای بریتانیا برنامه بورس تحصیلی چونینگ را که توسط وزارت امور خارجه بریتانیا تأمین می‌شود، اداره می‌کند، که هر ساله تقریباً ۱۵ دانشجوی کارشناسی ارشد آرژانتینی را به انگلستان می‌فرستد.

## نگارخانه

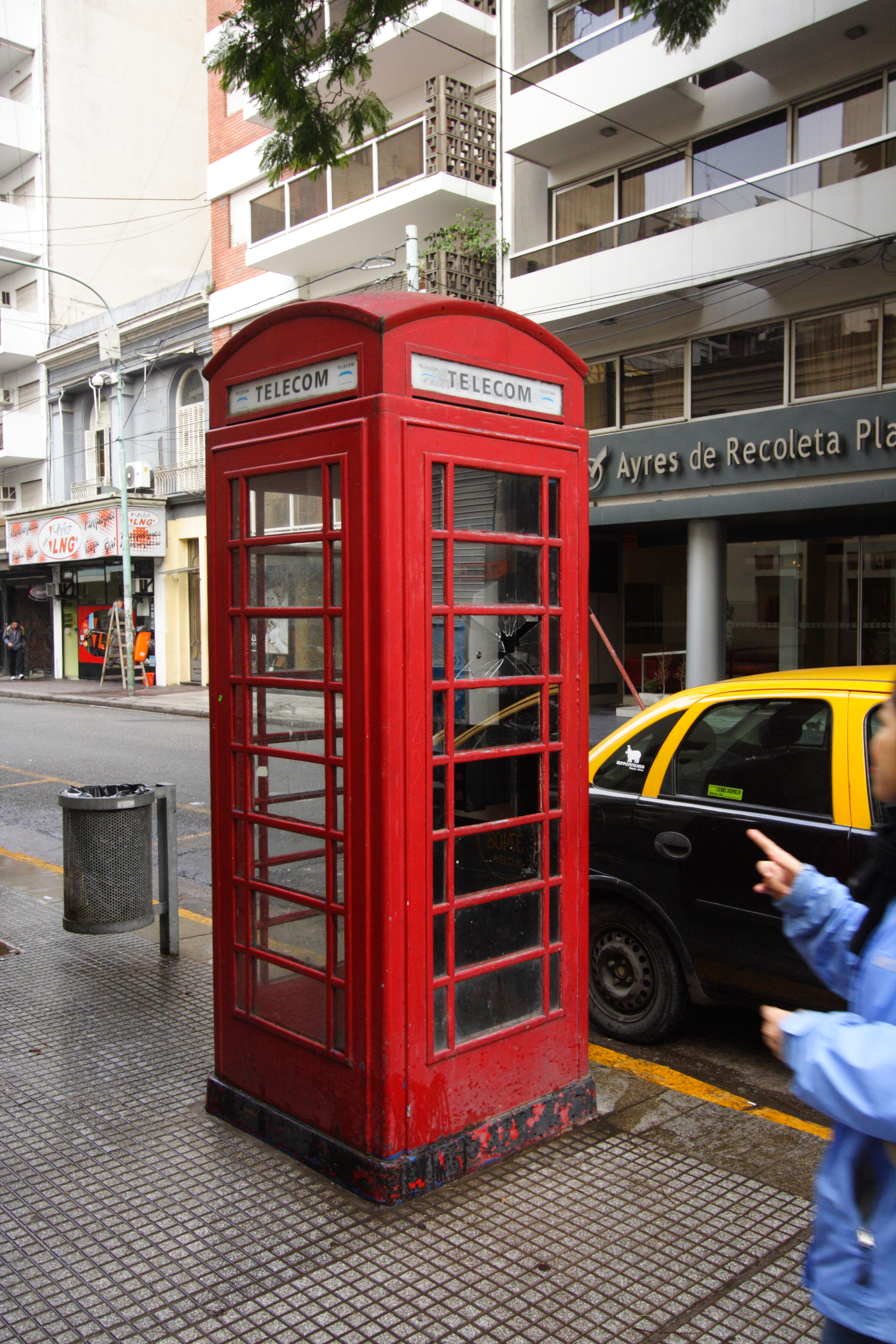
کیوسک تلفن قرمز در بوئنوس آیرس
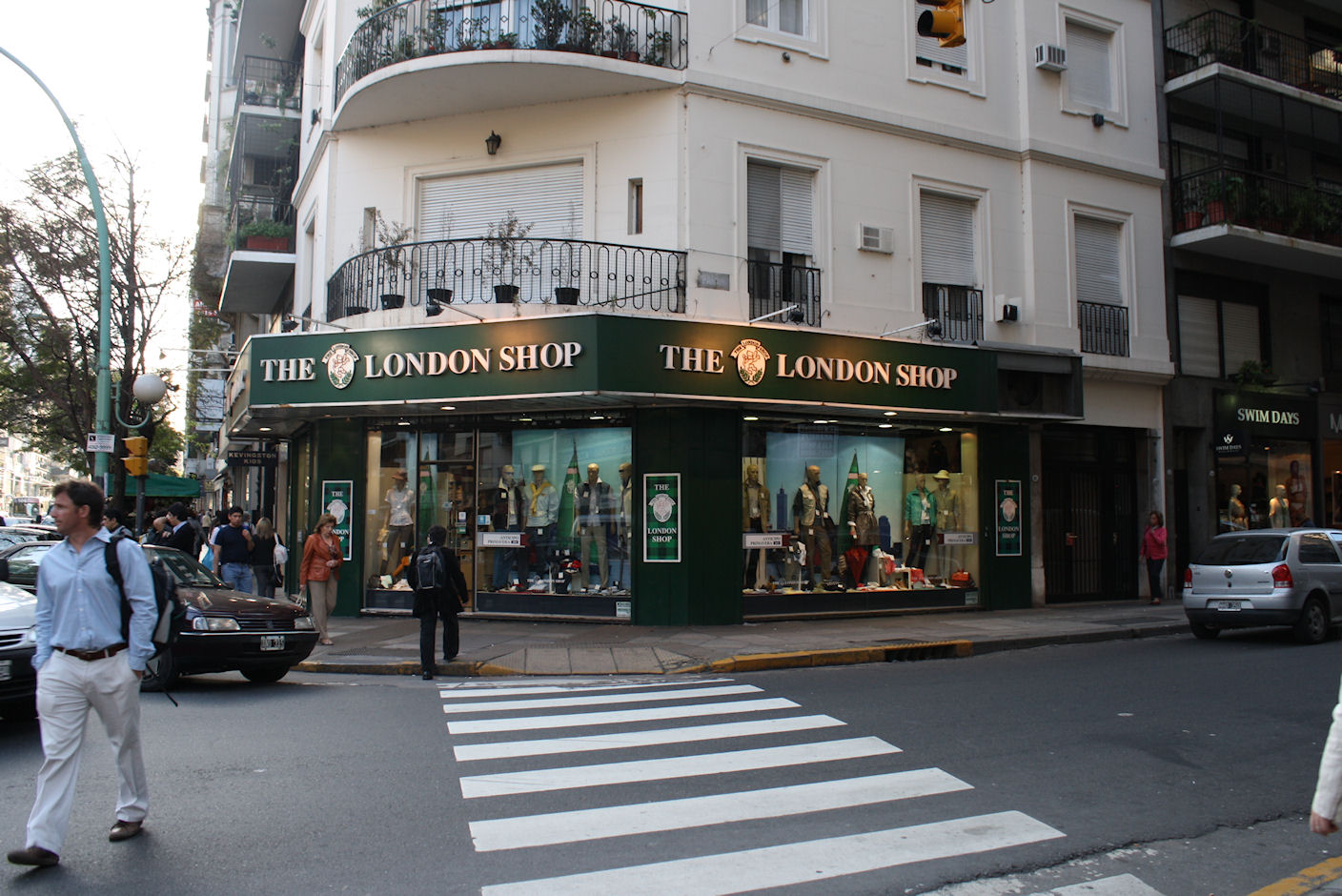
فروشگاه لندن در بوئنوس آیرس
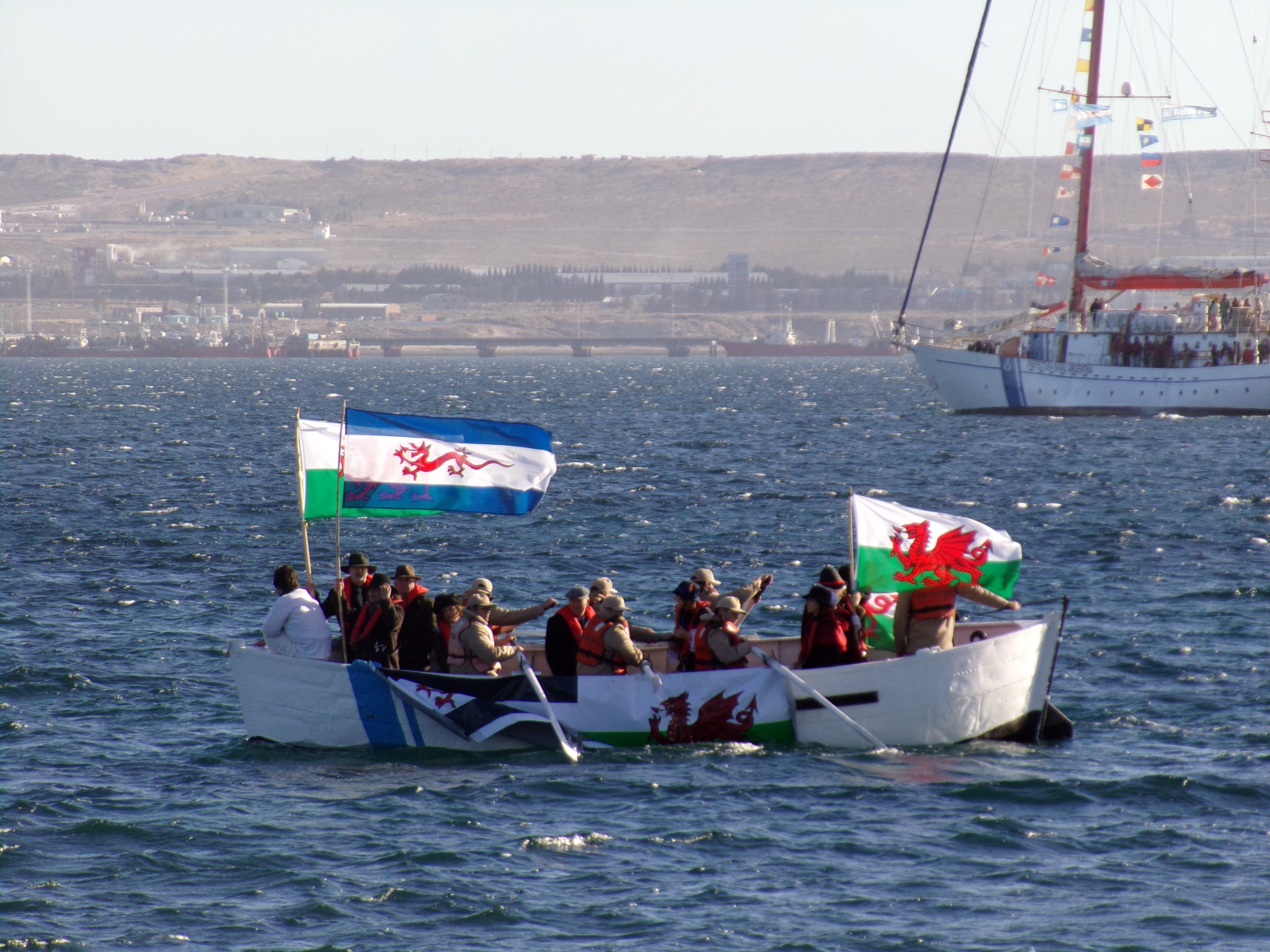
بازآفرینی فرود قایق بادبانی.
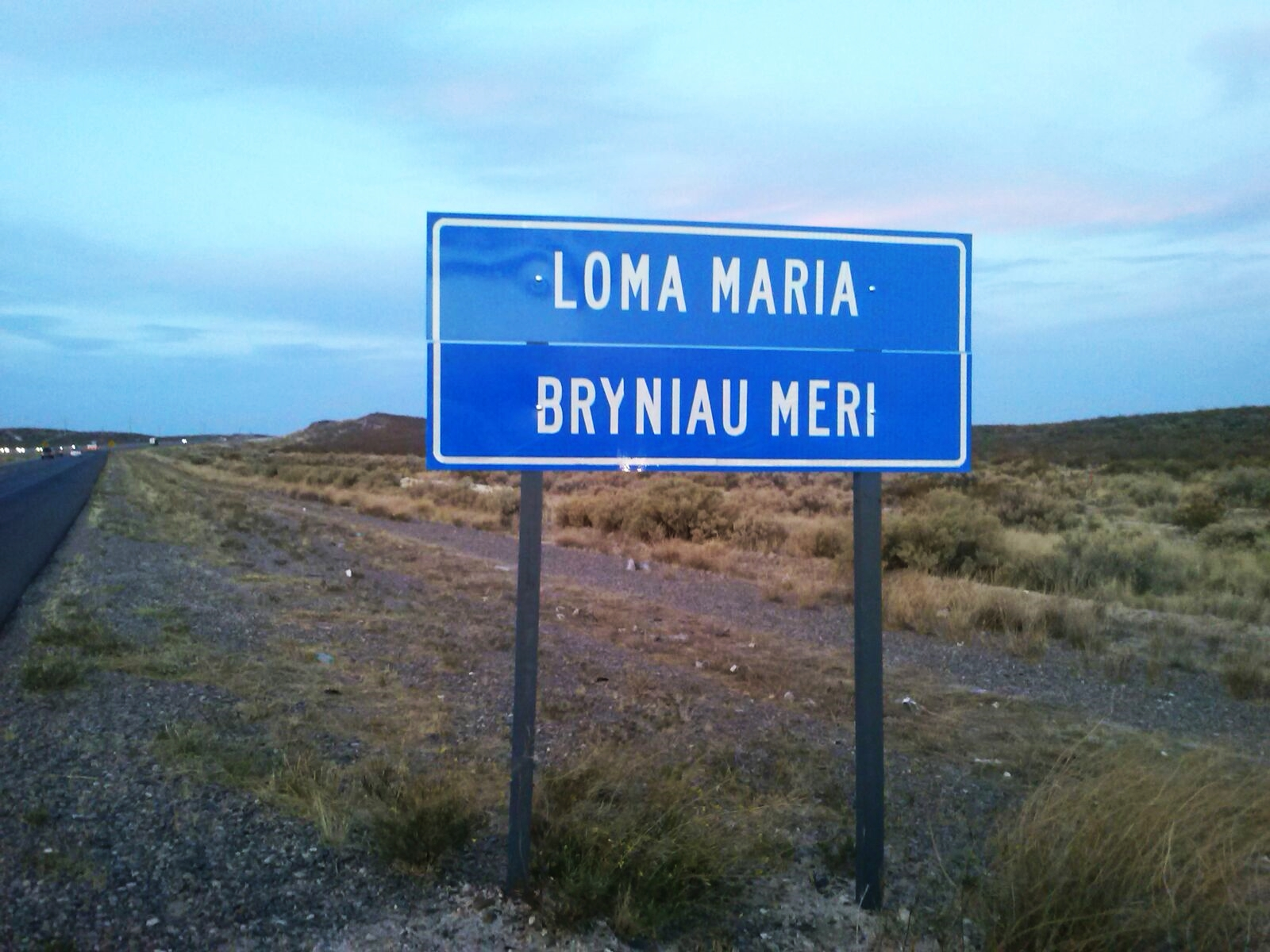
تابلوهای دوزبانه اسپانیایی-ولزی در لوما ماریا ( Bryniau Meri )
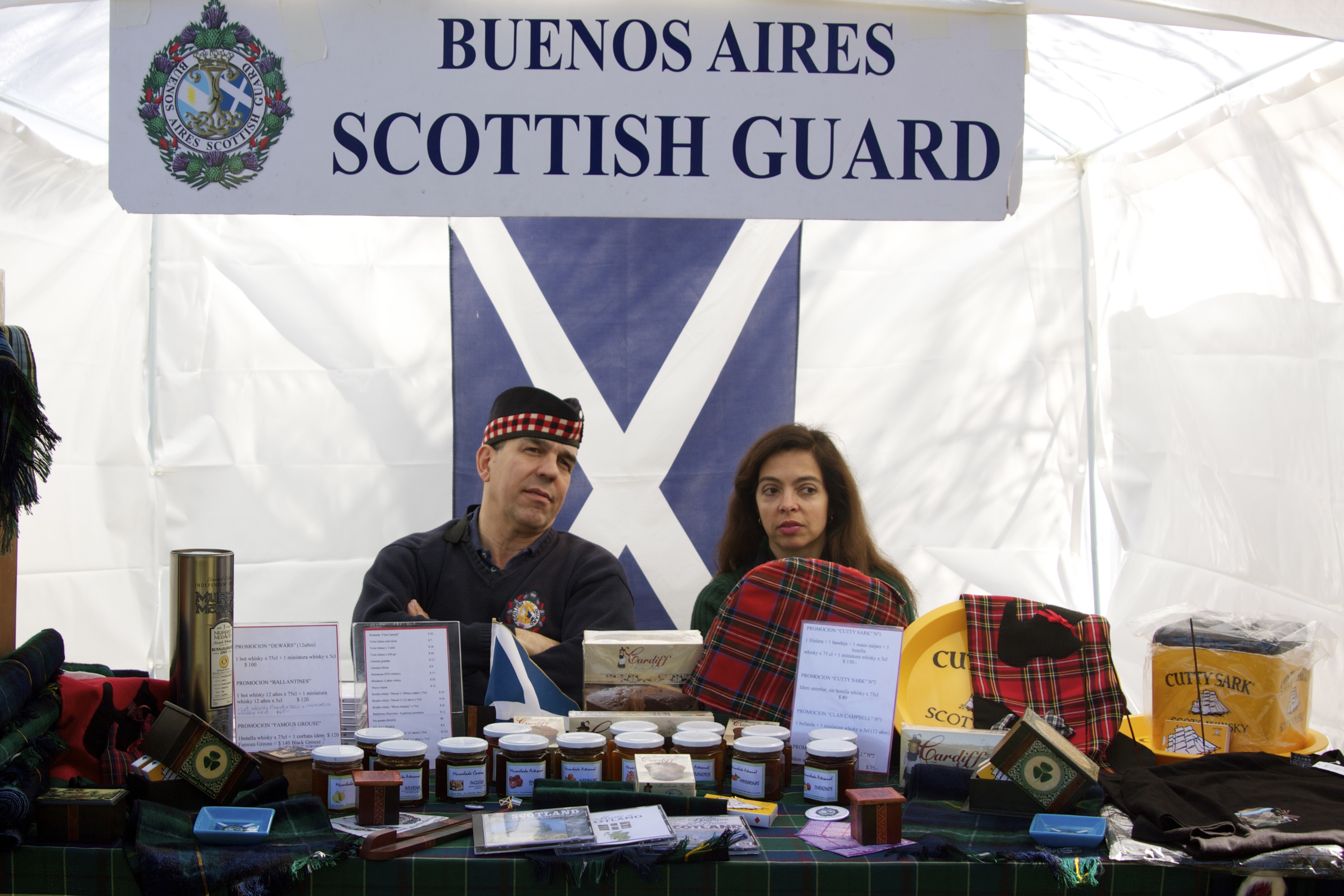
گارد اسکاتلندی بوئنوس آیرس
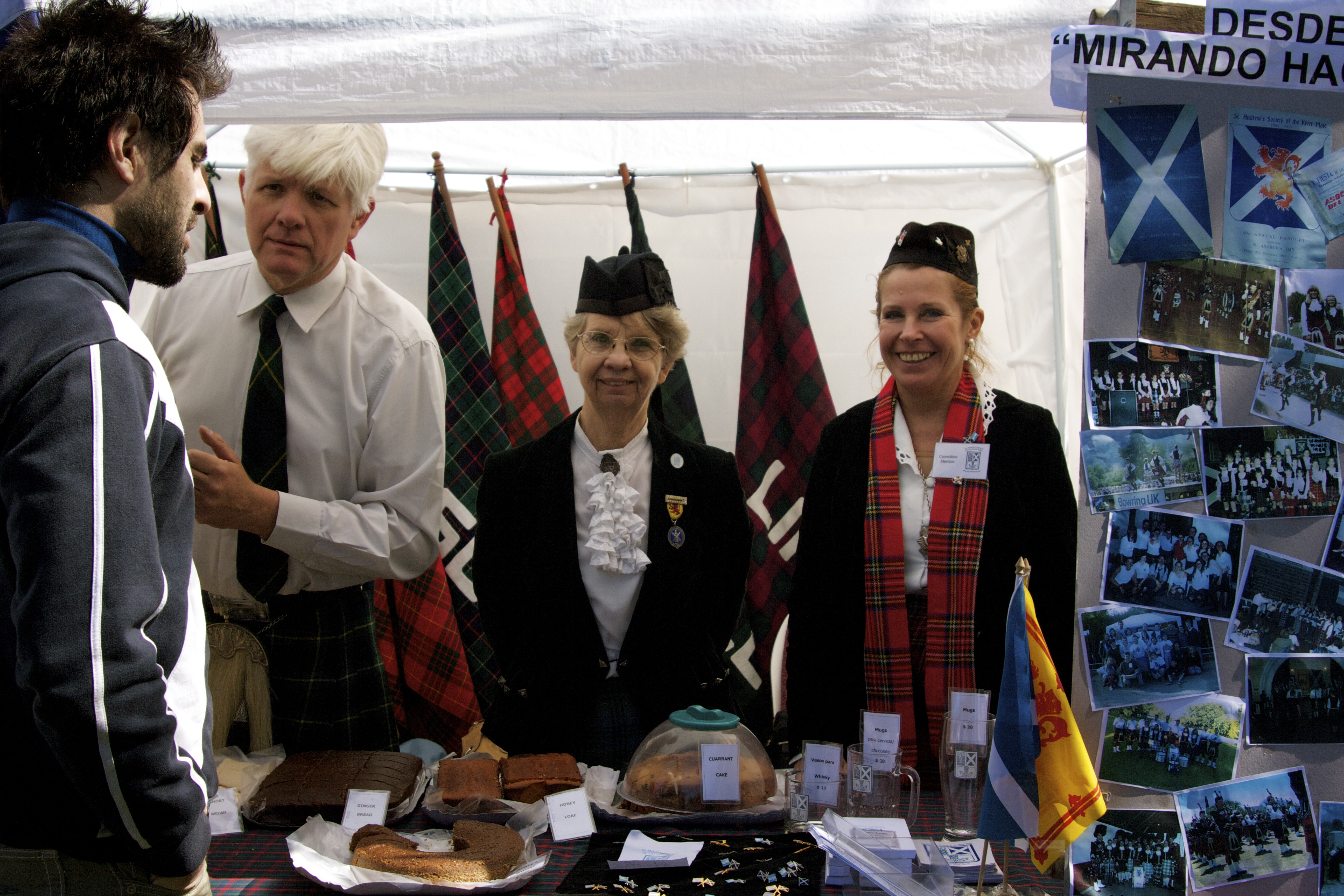
آرژانتینی‌های اسکاتلندی تبار